# Apanteles reicharti
Apanteles reicharti är en stekelart som beskrevs av Papp 1974. Apanteles reicharti ingår i släktet Apanteles och familjen bracksteklar. Inga underarter finns listade i Catalogue of Life.